# Совет национальностей Верховного совета России
Сове́т национа́льностей — одна из двух палат Верховного Совета РСФСР (Российской Федерации) в 1990—1993 гг. Создан поправками (от 1989 г.) к Конституции РСФСР. Избирался Съездом народных депутатов России, состоял из 126 депутатов. Распущен указом Президента РФ № 1400 от 21 сентября 1993 года, упразднён Конституцией Российской Федерации 1993 года.
Совет национальностей представлял не непосредственно «национальности» в значении этого слова, принятом в СССР (этнические группы), а национальные территориальные образования всех уровней. Учрежден в 1989 году, как одна из палат прежде однопалатного Верховного Совета РСФСР. Избран в 1990 году.
В соответствии с Конституцией РСФСР 1978 года (статья 112 в редакции от 27 октября 1989 года) палаты Верховного Совета РСФСР были равноправны, однако «вопросы обеспечения национального равноправия интересов наций, народностей и национальных групп в сочетании с общими интересами и потребностями советского многонационального государства; государственного строительства и социально-экономического развития, имеющие важное значение для республики в составе Российской Федерации, автономной области и автономного округа; совершенствования законодательства Российской Федерации, регулирующего межнациональные отношения» рассматривались прежде всего Советом национальностей. В соответствии с частью первой указанной статьи Совет национальностей (как и Совет Республики) был правомочен решать все вопросы, отнесённые к ведению Верховного Совета Российской Федерации.
Совет национальностей избирался Съездом народных депутатов России по норме:
1. 3 депутата от каждой республики в составе Российской Федерации,
2. один депутат от каждой автономной области и от каждого автономного округа,
3. 63 депутата от краёв, областей, городов Москвы и Санкт-Петербурга.

Нехватка депутатов от национальных территориальных образований привела к тому, что в ноябре 1991 года Съезд народных депутатов РСФСР установил, что «При невозможности представительства республик в составе Российской Федерации, автономной области, автономных округов, краев и областей в Совете национальностей Верховного Совета Российской Федерации депутатами от национально-территориальных округов по представлению территориальных депутатских групп в Совет Национальностей могут быть включены народные депутаты от территориальных избирательных округов.»
21 сентября 1993 года Совет национальностей был упразднён указом № 1400, вместе с Верховным Советом и Съездом народных депутатов. Решение обрело фактическую силу после вооружённого разгона парламента 4 октября того же года.